# Monhystera psilocephalus
Monhystera psilocephalus is een rondwormensoort uit de familie van de Monhysteridae.